# Juan Pedro Arnal y Ardi

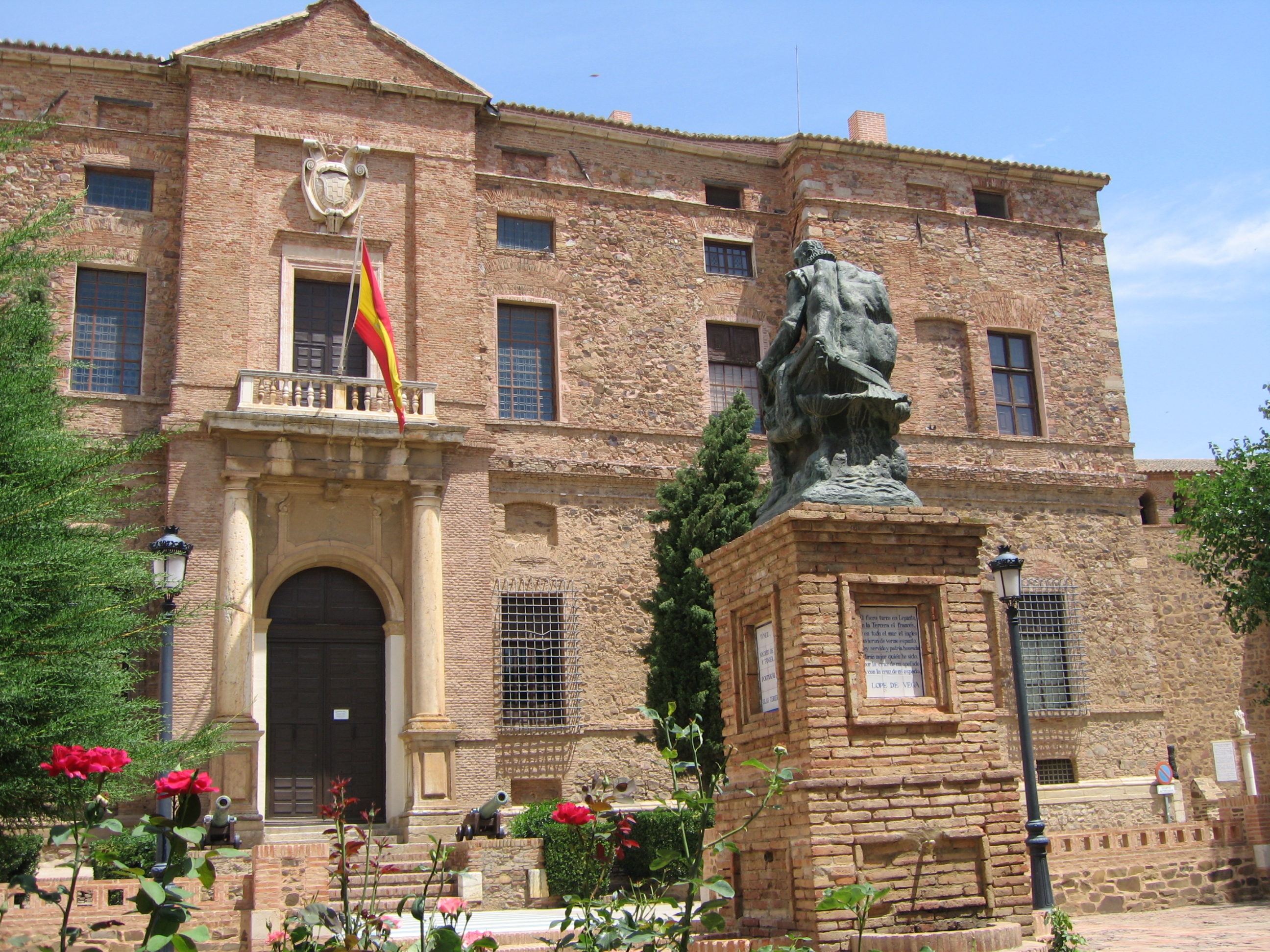
Palau del Marquès de Santa Creu a El Viso del Marqués

Juan Pedro Arnal y Ardi (Madrid, 19 de novembre de 1735 - 14 de març de 1805) va ser un arquitecte espanyol.
De família d'origen francès, el seu pare Juan Enrique Arnal va ser platé real de Felip V i Ferran VI, es va formar primer al taller del seu pare i més tard es va traslladar a Tolosa (França), on va cursar els estudis d'arquitectura.
De tornada a Madrid, coneix a l'arquitecte José de Hermosilla amb el qual juntament amb Juan de Villanueva i organitzat per la Reial Acadèmia de Belles Arts de San Fernando viatgen a Còrdova i Granada l'any 1765, d'on es guarden uns excel·lents dibuixos que va realitzar, els quals van ser publicats com Antiguedades árabes de España l'any 1804.
Aconsegueix entrar al cercle de la noblesa a Madrid, on realitza diverses obres com el Palau de Buenavista (1777), la casa del comte de Baños, la construcció de la Real Casa de Postes (1795/1800), l'altar de Sant Josep per a l'església de Sant Ginés de Madrid el 1789, el templete per a l'altar major de la catedral de Jaén (1789/1793), va restaurar el Palau del Marquès de Santa Creu a Viso del Marqués i per a la ciutat de Mèxic l'any 1801 el monestir de La Nostra Senyora de Guadalupe.
Va ser acadèmic de mèrit de la Reial Acadèmia de Belles Arts de San Fernando, arribant a ser nomenat director l'any 1801, càrrec que va ocupar fins a la seva defunció el 1805.